# Kanton Oisemont
Der Kanton Oisemont war bis 2015 ein französischer Wahlkreis im Arrondissement Abbeville, im Département Somme und in der Region Picardie; sein Hauptort war Oisemont.  Am 1. Januar 2009 wurde dieser bislang zum Arrondissement Amiens gehörende Kanton mit all seinen Gemeinden dem Arrondissement Abbeville zugeordnet. Vertreter im Generalrat des Départements war zuletzt von 1980 bis 2015 Jérôme Bignon (UMP). 
Der Kanton Oisemont war 143,83 km² groß und hatte 5.957 Einwohner (Stand: 1999), was einer Bevölkerungsdichte von rund 41 Einwohnern pro km² entsprach. Er lag im Mittel 118 m hoch, zwischen 48 m in Heucourt-Croquoison und  204 m in Neuville-Coppegueule.

## Gemeinden
Der Kanton bestand zuletzt aus 31 Gemeinden:
| Gemeinde               | Einwohner Jahr | Fläche km² | Bevölkerungsdichte | Code INSEE | Postleitzahl |
| ---------------------- | -------------- | ---------- | ------------------ | ---------- | ------------ |
| Andainville            | 223 (2013)     | –          | – Einw./km²        | 80140      | 80022        |
| Aumâtre                | 189 (2013)     | –          | – Einw./km²        | 80140      | 80040        |
| Avesnes-Chaussoy       | 66 (2013)      | –          | – Einw./km²        | 80140      | 80048        |
| Bermesnil              | 231 (2013)     | –          | – Einw./km²        | 80140      | 80084        |
| Cannessières           | 81 (2013)      | –          | – Einw./km²        | 80140      | 80169        |
| Épaumesnil             | 127 (2013)     | –          | – Einw./km²        | 80140      | 80269        |
| Étréjust               | 46 (2013)      | –          | – Einw./km²        | 80140      | 80297        |
| Fontaine-le-Sec        | 151 (2013)     | –          | – Einw./km²        | 80140      | 80324        |
| Forceville-en-Vimeu    | 244 (2013)     | –          | – Einw./km²        | 80140      | 80330        |
| Foucaucourt-Hors-Nesle | 69 (2013)      | –          | – Einw./km²        | 80140      | 80336        |
| Fresnes-Tilloloy       | 192 (2013)     | –          | – Einw./km²        | 80140      | 80354        |
| Fresneville            | 103 (2013)     | –          | – Einw./km²        | 80140      | 80355        |
| Fresnoy-Andainville    | 97 (2013)      | –          | – Einw./km²        | 80140      | 80356        |
| Frettecuisse           | 71 (2013)      | –          | – Einw./km²        | 80140      | 80361        |
| Heucourt-Croquoison    | 122 (2013)     | –          | – Einw./km²        | 80270      | 80437        |
| Inval-Boiron           | 106 (2013)     | –          | – Einw./km²        | 80430      | 80450        |
| Lignières-en-Vimeu     | 114 (2013)     | –          | – Einw./km²        | 80140      | 80480        |
| Le Mazis               | 107 (2013)     | –          | – Einw./km²        | 80430      | 80522        |
| Mouflières             | 93 (2013)      | –          | – Einw./km²        | 80140      | 80575        |
| Nesle-l’Hôpital        | 152 (2013)     | –          | – Einw./km²        | 80140      | 80586        |
| Neslette               | 91 (2013)      | –          | – Einw./km²        | 80140      | 80587        |
| Neuville-au-Bois       | 158 (2013)     | –          | – Einw./km²        | 80140      | 80591        |
| Neuville-Coppegueule   | 580 (2013)     | –          | – Einw./km²        | 80430      | 80592        |
| Oisemont               | 1175 (2013)    | –          | – Einw./km²        | 80140      | 80606        |
| Saint-Aubin-Rivière    | 114 (2013)     | –          | – Einw./km²        | 80430      | 80699        |
| Saint-Léger-sur-Bresle | 89 (2013)      | –          | – Einw./km²        | 80140      | 80707        |
| Saint-Maulvis          | 256 (2013)     | –          | – Einw./km²        | 80140      | 80709        |
| Senarpont              | 672 (2013)     | –          | – Einw./km²        | 80140      | 80732        |
| Vergies                | 173 (2013)     | –          | – Einw./km²        | 80270      | 80788        |
| Villeroy               | 203 (2013)     | –          | – Einw./km²        | 80140      | 80796        |
| Woirel                 | 46 (2013)      | –          | – Einw./km²        | 80140      | 80828        |